# I. liga 1971-1972
L'edizione 1971/72 del campionato cecoslovacco di calcio vide la vittoria finale dello Spartak TAZ Trnava.
Capocannoniere del torneo fu Ján Čapkovič dello Slovan CHZJD Bratislava con 19 reti.

## Classifica finale
|    | Classifica                        | G  | V  | N  | P  | GF | GS | DR  | Pti |
| -- | --------------------------------- | -- | -- | -- | -- | -- | -- | --- | --- |
| 1  | Spartak TAZ Trnava                | 30 | 17 | 10 | 3  | 60 | 25 | +35 | 44  |
| 2  | Slovan CHZJD Bratislava           | 30 | 18 | 6  | 6  | 68 | 37 | +31 | 42  |
| 3  | [ Dukla Praga                     | 30 | 14 | 7  | 9  | 56 | 40 | +16 | 35  |
| 4  | VSS Košice                        | 30 | 12 | 11 | 7  | 38 | 28 | +10 | 35  |
| 5  | ZVL Žilina                        | 30 | 12 | 7  | 11 | 39 | 35 | +4  | 31  |
| 6  | Sparta ČKD Praga                  | 30 | 13 | 5  | 12 | 50 | 52 | -2  | 31  |
| 7  | Slavia Praga                      | 30 | 13 | 2  | 15 | 30 | 37 | -7  | 28  |
| 8  | Lokomotíva Košice                 | 30 | 11 | 6  | 13 | 33 | 44 | -11 | 28  |
| 9  | Sklo Union Teplice                | 30 | 9  | 9  | 12 | 36 | 37 | -1  | 27  |
| 10 | Nitra                             | 30 | 10 | 7  | 13 | 31 | 41 | -10 | 27  |
| 11 | Tatran Prešov                     | 30 | 10 | 7  | 13 | 31 | 42 | -11 | 27  |
| 12 | Baník Ostrava OKD                 | 30 | 10 | 6  | 14 | 39 | 41 | -2  | 26  |
| 13 | Fotbal Třinec                     | 30 | 9  | 8  | 13 | 41 | 46 | -5  | 26  |
| 14 | Zbrojovka Brno                    | 30 | 8  | 9  | 13 | 42 | 61 | -19 | 25  |
| 15 | Internacionál Slovnaft Bratislava | 30 | 8  | 8  | 14 | 35 | 42 | -7  | 24  |
| 16 | Jednota Trenčín                   | 30 | 9  | 6  | 15 | 31 | 52 | -21 | 24  |

## Verdetti
- Spartak Trnava Campione di Cecoslovacchia 1971/72.
- Spartak Trnava ammessa alla Coppa dei Campioni 1972-1973.
- Slovan Bratislava e Dukla Praga ammesse alla Coppa UEFA 1972-1973.
- Inter Bratislava e Jednota Trencin retrocesse.